# Prosopocera fisheri
Prosopocera fisheri är en skalbaggsart som beskrevs av Stefan von Breuning 1936. Prosopocera fisheri ingår i släktet Prosopocera och familjen långhorningar. Inga underarter finns listade i Catalogue of Life.